# Höfner Shorty
Die Höfner Shorty ist eine kleine Reise- und Übungs-E-Gitarre mit einer Vollmensur, gebaut vom deutschen Musikinstrumenten-Hersteller Höfner. Erstmals im Jahr 1982 als Shorty 180 erschienen und bis 1986 in Bubenreuth (Bayern) gebaut, wurde sie 2005 als Shorty-CT neu aufgelegt und in China gefertigt (mit Ausnahme der E-Bass-Version).

## Konstruktion
Die Shorty ist eine nur 82 cm lange Solidbody-E-Gitarre. Der Korpus wurde für die 180er-Serie aus massivem Mahagoni gefertigt. Der an den Korpus angeschraubte Hals, ebenfalls aus Mahagoni, trägt ein aufgeleimtes Griffbrett aus Palisander mit 24 Bünden. Als Bundmarkierungen sind weiße Punkte auf und seitlich am Griffbrett eingelassen. Das Modell besitzt einen elektromagnetischen Tonabnehmer in Doppelspulen-Bauweise (englisch Humbucker) von den Herstellern Shadow oder Schaller sowie gekapselte Mini-Stimmmechaniken von Schaller. Die Elektronik besteht aus je einem Lautstärkeregler und Klangregler.
Bei der neu aufgelegten Shorty CT ist der Hals aus asiatischem Ahornholz, das Griffbrett aus Palisander oder Jatoba (Deluxe). Der Korpus besteht aus Linde, die Anzahl der Bünde bei der Shorty CT beträgt 22.

## Ausführungen

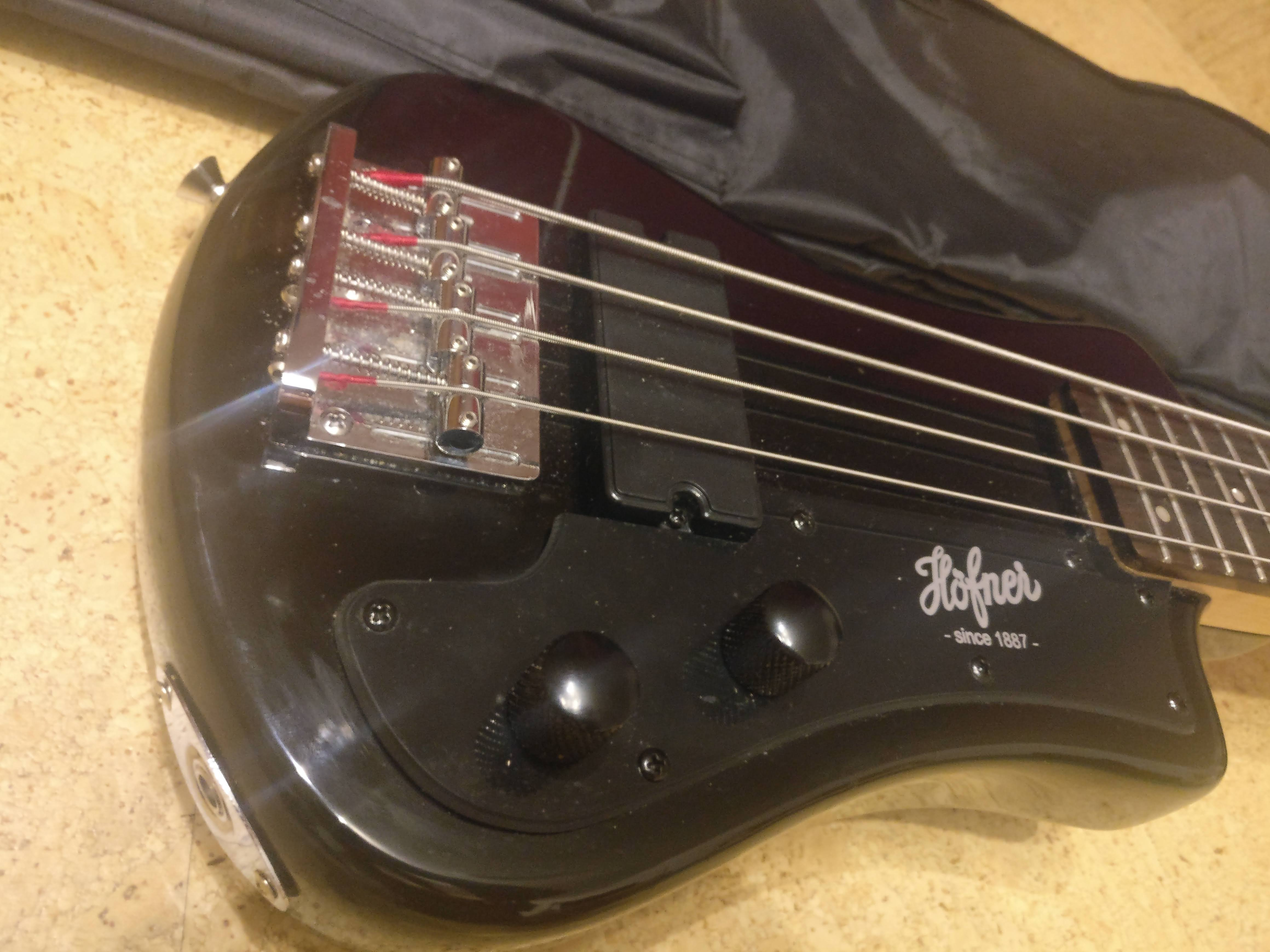
Höfner Shorty Bass

Die E-Gitarre gibt es mit und ohne eingebauten Verstärker. Unter der Bezeichnung 187/II wurde eine E-Bass-Version gebaut, der Shorty Bass. Die 180er-Serie der Höfner Shorty war auch als Bausatz erhältlich. Die Holzteile waren unbehandelt, alle benötigten Teile von den Schrauben bis zu den Saiten waren im Bausatz enthalten.

## Modelle
- Shorty 180 – das Modell ohne Verstärker.
- Shorty 181 – die Variante mit eingebautem, batteriebetriebenem 1-Watt-Gitarrenverstärker. Der ebenfalls integrierte Lautsprecher des Modells liegt unter den Gitarrensaiten.
- Shorty 187/II – der viersaitige Shorty-E-Bass.
- Shorty CT – das aktuelle, in China gefertigte Modell ohne Verstärker (CT steht für Contemporary).
- Shorty CT Deluxe – mit zwei Humbuckern ausgestattetes Modell